# Nicole Hoesli
Nicole Hoesli (* 1980) ist eine Schweizer bildende Künstlerin sowie freischaffende Bühnen- und Szenenbildnerin für Spielfilme und Theaterproduktionen. Sie lebt in Zürich und arbeitet in der Schweiz und in Deutschland.

## Biografie
Nicole Hoesli studierte Bildende Kunst an der Hochschule für Gestaltung und Kunst Zürich (heute Zürcher Hochschule der Künste ZHdK), gefolgt von einem Master in Szenografie am Central Saint Martins, College of Fine Arts in London.
Ihre mehrfach ausgezeichneten Videoinstallationen wurden u. a. im Kunsthaus Glarus und im Helmhaus Zürich gezeigt als auch international ausgestellt. 2012 wurde sie mit dem Fokuspreis am Kunsthaus Glarus ausgezeichnet; für 2015 wurde ihr das Atelierstipendium der Stadt Zürich in Istanbul verliehen.
Als Szenografin arbeitete sie wiederholt mit Theaterregisseur Markus Heinzelmann zusammen, u. a. für Gotham City 2, Andorra oder Biedermann und die Brandstifter. Sie war an diversen Häusern tätig, u. a. dem Theaterhaus Jena, dem Staatstheater Saarbrücken, dem Staatstheater Braunschweig, dem Theaterhaus Gessnerallee, sowie im Schauspielhaus Zürich.
Seit 2008 arbeitet Nicole Hoesli auch als Szenenbildnerin für Spielfilme, u. a. mit Regisseuren und Regisseurinnen wie Ivana Lalovic, Esen Işık, Bettina Oberli oder Lorenz Merz. Für ihre Arbeit an Merz’ Film Soul of a Beast wurde Nicole Hoesli 2022 mit dem Spezialpreis der Schweizer Filmakademie ausgezeichnet.
2019 war sie Teilnehmerin der Berlinale Talents.